# Özcan Arkoç
Özcan Arkoç (Hayrabolu, 1939. december 2. – Hamburg, Németország, 2021. február 17.) válogatott török labdarúgó, kapus, edző.

## Pályafutása

### Klubcsapatban
1955 és 1958 között a Vefaspor, 1958 és 1962 között a Fenerbahçe, 1962 és 1964 között a Beşiktaş, 1964 és 1967 között az Austria Wien, 1967 és 1975 között a Hamburger SV labdarúgója volt. A Fenerbahçéval két török bajnoki címet, az Austria csapatával egy osztrákkupa-győzelmet ért el. Tagja volt az 1967–68-as idényben a Hamburg KEK-döntős csapatának.

### A válogatottban
1959 és 1962 között kilenc alkalommal szerepelt a török válogatottban.

### Edzőként
1977–78-ban a Hamburger SV, 1978–79-ben a Wormatia Worms, 1979–80-ban a Hannover 96 vezetőedzője volt. Majd hazatért Törökországba és 1983–84-ben a Kocaelispor szakmai munkáját irányította.

## Sikerei, díjai
Fenerbahçe
- Török bajnokság
  - bajnok (2): 1958–59, 1960–61

 Austria Wien
- Osztrák kupa
  - győztes: 1967

 Hamburger SV
- Nyugatnémet kupa
  - döntős: 1974
- Kupagyőztesek Európa-kupája (KEK)
  - döntős: 1967–68